# 新茲博里什夫
50°24′54″N 24°55′57″E / 50.41500°N 24.93250°E
新茲博里什夫（烏克蘭語：Новий Зборишів），是烏克蘭的村落，位於該國西部沃倫州，由盧茨克區負責管轄，面積5.14平方公里，海拔高度202米，2001年人口145，人口密度每平方公里28.23人。